# جبريل سوريانو
جبريل سوريانو (بالإسبانية: Gabriel Soriano)‏ هو مخرج مكسيكي، ولد في 3 مايو 1972 في مدينة مكسيكو في المكسيك.

## وصلات خارجية
- جبريل سوريانو على موقع IMDb (الإنجليزية)
- جبريل سوريانو على موقع أول موفي (الإنجليزية)
- جبريل سوريانو على موقع قاعدة بيانات الفيلم (الإنجليزية)
- جبريل سوريانو على موقع كينوبويسك (الروسية)